# Novelsis perplexa
Novelsis perplexa är en skalbaggsart som först beskrevs av Jayne 1882.  Novelsis perplexa ingår i släktet Novelsis och familjen ängrar. Inga underarter finns listade i Catalogue of Life.